# Инмэн, Мельбурн
Ме́льбурн И́нмэн (англ. Melbourne Inman; 1878—1951) — английский профессиональный игрок в английский бильярд и снукер.

## Биография и карьера
Мельбурн Инмэн родился в 1878 году. Большинство его родственников (папа, два брата и три дяди) хорошо играли в английский бильярд и делали серии за 100 очков. Сам Мельбурн был одним из самых сильных, популярных и известных бильярдистов в конце XIX — начале XX века. Он становился чемпионом мира по этой игре в 1908, 1909, 1911—1914 и 1919 годах, а в 1910—1911 годах был финалистом турнира. В ноябре 1926 года Инмэн сыграл матч открытия первого профессионального чемпионата мира по снукеру.
Мельбурн Инмэн был известен своей медленной, тактической игрой. Несмотря на это, в своё время он успешнее всех зарабатывал на своей деятельности.